# 재팬 라디오 네트워크
JRN(Japan Radio Network)은 도쿄방송을 중심으로 1965년 5월 2일 발족한 AM라디오 네트워크다.

## 가맹국 일람
※ 이 표는, 일본 북쪽에서 남쪽으로의 순서로 기재하고 있다.
- 기호에 대해
  - ● - JRN 단독 가맹국
  - ○ - JRN·NRN 크로스넷 방송국
  - ☆ - 텔레비전 방송 겸영국으로 TV는 JNN 계열의 방송국
  - ★ - 텔레비전 방송 겸영국으로 TV는 JNN 계열 이외의 방송국
  - ▼ - AM스테레오 방송 실시국

| 방송구역    | 약칭 | 방송국명                    | 비고                                                                                                | 기호 |
| 홋카이도    | HBC  | 홋카이도 방송               | | ○☆   |
| 아오모리현  | RAB  | 아오모리 방송               | | ○★   |
| 이와테현    | IBC  | IBC 이와테 방송             | 1995년 5월까지는 이와테 방송                                                                        | ○☆   |
| 미야기현    | TBC  | 도호쿠 방송                 | | ○☆   |
| 아키타현    | ABS  | 아키타 방송                 | | ○★   |
| 야마가타현  | YBC  | 야마가타 방송               | | ○★   |
| 후쿠시마현  | RFC  | 라디오 후쿠시마             | | ○    |
| 간토 광역권 | TBS  | TBS 라디오 & 커뮤니케이션즈 | 2001년 9월까지는 도쿄 방송                                                                          | ●▼   |
| 야마나시현  | YBS  | 야마나시 방송               | | ○★   |
| 나가노현    | SBC  | 신에쓰 방송                 | | ○☆   |
| 니가타현    | BSN  | 니가타 방송                 | | ○☆   |
| 시즈오카현  | SBS  | 시즈오카 방송               | | ○☆   |
| 주쿄 광역권 | CBC  | 주부닛폰 방송               | 일본의 첫 번째 민방 라디오 방송국                                                                   | ●☆▼  |
| 도야마현    | KNB  | 기타니혼 방송               | 1980년 12월 1일 가맹                                                                                | ○★   |
| 이시카와현  | MRO  | 호쿠리쿠 방송               | | ○☆   |
| 후쿠이현    | FBC  | 후쿠이 방송                 | | ○★   |
| 긴키 광역권 | MBS  | 마이니치 방송               | 1975년 4월 1일, 양 회사는 텔레비전 부문의 뉴스 계열을 바꾸었다.(넷 체인지)                          | ○☆   |
| 긴키 광역권 | ABC  | 아사히 방송                 | 1975년 4월 1일, 양 회사는 텔레비전 부문의 뉴스 계열을 바꾸었다.(넷 체인지)                          | ○★   |
| 와카야마현  | WBS  | 와카야마 방송               | 1979년 4월 1일 가맹                                                                                 | ○▼   |
| 돗토리현    | BSS  | 산인 방송                   | | ○☆   |
| 시마네현    | BSS  | 산인 방송                   | | ○☆   |
| 오카야마현  | RSK  | 산요 방송                   | | ○☆▼  |
| 히로시마현  | RCC  | 주고쿠 방송                 | | ○☆▼  |
| 야마구치현  | KRY  | 야마구치 방송               | 1982년 10월 26일 가맹                                                                               | ○★   |
| 도쿠시마현  | JRT  | 시코쿠 방송                 | | ○★   |
| 가가와현    | RNC  | 니시닛폰 방송               | 1997년 9월 5일 가맹                                                                                 | ○★   |
| 에히메현    | RNB  | 난카이 방송                 | | ○★   |
| 고치현      | RKC  | 고치 방송                   | | ○★   |
| 후쿠오카현  | RKB  | RKB 마이니치 방송           | | ●☆   |
| 사가현      | NBC  | 나가사키 방송               | 사가 현에서는 NBC 라디오 사가                                                                       | ○☆   |
| 나가사키현  | NBC  | 나가사키 방송               | 사가 현에서는 NBC 라디오 사가                                                                       | ○☆   |
| 구마모토현  | RKK  | 구마모토 방송               | | ○☆   |
| 오이타현    | OBS  | 오이타 방송                 | | ○☆   |
| 미야자키현  | MRT  | 미야자키 방송               | | ○☆   |
| 가고시마현  | MBC  | 미나미니혼 방송             | | ○☆   |
| 오키나와현  | RBCi | 류큐 방송                   | 1976년 3월 1일 가맹. 2002년 4월 이후, 사내 컨퍼니화이기 때문에 신문 라테란에서는 RBCi 라디오와 표기 | ●☆   |

## 발족 배경
텔레비전 방송이 활성화된 1960년대 중반 민방 라디오계는 위기에 몰리고 있었다.
이러한 상황에서, 텔레비전의 네트워크 정책으로 성공을 거둔 도쿄 방송(TBS)은 그 다음 라디오 뉴스 네트워크, 바꾸어 말하면 라디오판JNN을 구축하기 위한 준비를 하고 있었다.
그리고, 뉴스 프로그램 뿐만 아니라, 일반 프로그램도 도쿄의 TBS 라디오에서 제작한 후 지역 방송국에 판매해 영업력의 강화를 도모하면서 실적을 향상시키는 동시에 TBS 라디오의 제작비도 회수하는 여러이득을 노린 사업구상을 배경으로 발족되었다.
1964년에 시험적으로 같은 생각을 가진(사실은 같은 마이니치 신문 자본 계통의) 도쿄 방송(TBS 라디오), 마이니치 방송, RKB 마이니치 방송에서 오후에 방송되었던 와이드쇼 프로그램 「오너」를 동시방송하면서 JRN이 탄생했다.
그리고 이를 본 산요 방송, 도호쿠 방송, 시즈오카 방송, 니가타 방송 등이 가입의사를 나타내 JRN 정식 발족까지 이 프로그램의 네트워크는 확산되었고 반응을 느낀 TBS 라디오는 다음 해 단번에 정식 발족까지 계획하는데 당초 동일 신문 자본의 3 방송국에서 개시한 것으로 보면 원래 완전한 뉴스 네트워크를 지향하고 있던 TBS 라디오의 「본심」을 엿볼 수 있다.
이러한 움직임을 감지한 분카방송(QR) 및 닛폰 방송(LF)은  TBS 라디오가 스스로 프로그램 배급 기구라는 위치를 차지해 지방국의 영업력 강화를 노린 「이상주의」적인 JRN을 시작한 것에 대해 키국이 전국 스폰서를 개척하는 일에 주목적을 둔 네트워크 세일즈 주체의 「현실주의」적인 NRN을 개시 했다(QR·LF 양사와 관계가 깊은 마이니치방송은, 이때 NRN에도 가맹).
많은 방송국은 TBS 라디오가 내거는 「이상」과 분카 방송과 닛폰방송이 내거는 「현실」을 모두 수용해 쌍방의 네트워크에 동시 가맹했다. 「이상」과「현실」이라는 어찌보면 상반되는 양네트워크에 동시 가맹한 방송국이 대부분이었던 사실과, TBS가 계열 방송국이 다른 네트워크에 가맹하거나 다른 네트워크의 프로그램을 방송하는 것을 막았던 JNN과 달리 크로스넷과 NRN 싱글 넷국 혹은 독립국과의 사이의 프로그램 판매나 프로그램 구입을 용인했고, 게다가 TBS 자신이 프로그램 판매나 구입을 실행한 일이야말로, 당시 일본 민영 라디오 방송국이 처한 위기상황을 엿볼 수 있다. 그리고 텔레비전과 달리, 라디오는 1현 또는 복수현에서 1 방송국만 있는 지역이 많은 사실도 이 현상에 영향을 주었다.
덧붙여 1979년 TBS가 요미우리 고라쿠엔전의 독점 중계권을 가지고 있던 라디오 간토(지금의 RF 라디오 닛폰)로부터 중계권 구입에 성공하면서 발족 시점에서 NRN 단독 가맹국이었던기타니혼 방송, 와카야마 방송, 야마구치 방송이 JRN 추가 가맹을 했으며 발족 당시 주변지역 방송국과의 관계 때문에 JRN만 가맹했었던 호쿠리쿠 방송이나 산요 방송은 심야 방송 전성기가 되면 인기 심야 프로그램(실질적으로는 올나이트니폰)의 방송을 확보하려는 이유로 NRN에도 가맹했다. 이와 같은 이유로 1997년 산요 지방 광역권 위치설정으로 NRN만 가맹했었던 니시닛폰 방송이 새롭게 JRN에 가맹했다.
덧붙여 오사카 지구에서 「마이니치」방송과 「아사히」방송 양쪽 모두가 JRN 가맹하고 있는 이유는 텔레비전 네트워크 JNN이 관련되어 있다. 원래 JNN은, 구 오사카 TV 방송을 합병·계승한 「아사히」가 가맹하고 있었지만 1975년 준키국 교체를 계기로 「마이니치」로 바뀌었다. 그 이후, 타TV 계열의 지방국 개국 러쉬도 있어 가맹사의 라디오 뉴스에도 텔레비전 네트워크의 영향이 나타나게 되었다. 현재, 보도계의 프로그램은 텔레비전과의 관계로 「마이니치」가 그 이외의 프로그램은 주로 「아사히」가 각각 방송하고 있다. 그러나, 「마이니치」는, 현재 일본의 민영 AM 방송국 중 유일하게 창가학회가 스폰서인 프로그램을 일절 방송하고 있지 않아(텔레비전 CM 포함). 창가학회 스폰서 프로그램 일부는, NRN에만 가맹한 라디오 오사카에서 방송되기도 한다.